# Gävle
Gävle (tidligere skrevet Gefle) er en by i Gästrikland i Sverige med 86.533 (2023) indbyggere. Gävle kendes bl.a. for sin kæmpestore julebuk, Gävlebukken som er blevet bygget hvert år siden 1966. De fleste år er den blevet brændt inden jul. I Gävle ligger kaffevirksomheden Gevalia, som har taget navn efter byens latinske navn.
Byns idrætsforening, Brynäs IF, er særligt kendt for sin ishockey-afdeling, der spiller i Svenska hockeyligan og har vundet den svenske liga 10 gange.